# Österrike i olympiska sommarspelen 1936
Österrike deltog med 234 deltagare vid de olympiska sommarspelen 1936 i Berlin. Totalt vann de fyra guldmedaljer, sex silvermedaljer och tre bronsmedaljer.

## Medaljer

### Guld
- Gregor Hradetzky - Kanotsport, K-1 1000 meter.
- Adolf Kainz och Alfons Dorfner - Kanotsport, K-2 1000 meter.
- Gregor Hradetzky - Kanotsport, F-1 1000 meter.
- Robert Fein - Tyngdlyftning.

### Silver
- Franz Fuchsberger, Max Hofmeister, Eduard Kainberger, Karl Kainberger, Martin Kargl, Josef Kitzmüller, Anton Krenn, Ernst Künz, Adolf Laudon, Franz Mandl, Klement Steinmetz, Karl Wahlmüller och Walter Werginz - Fotboll.
- Josef Hasenöhrl - Rodd, singelsculler.
- Rupert Weinstabl och Karl Proisl - Kanotsport, C-2 1000 meter.
- Viktor Kalisch och Karl Steinhuber - Kanotsport, K-2 10000 meter.
- Fritz Landertinger - Kanotsport, K-1 10000 meter.
- Friedrich Maurer, Franz Brunner, Friedrich Wurmböck, Siegfried Purner, Johann Zehetner, Johann Houchka, Franz Bistricky, Franz Berghammer, Walter Reisp, Ferdinand Kiefler, Anton Perwein, Alois Schnabel, Franz Bartl, Johann Tauscher, Otto Licha, Emil Juracka, Leopold Wohlrab, Jaroslav Volak, Alfred Schmalzer, Ludwig Schuberth, Josef Kreci och Siegfried Powolny - Handboll.

### Brons
- Rupert Weinstabl och Karl Proisl - Kanotsport, C-2 10 000 meter.
- Alois Podhajsky - Ridsport, dressyr.
- Ellen Preis - Fäktning, florett.